# Huangshan, Huangshan
Huangshan är ett stadsdistrikt i staden Huangshan i provinsen Anhui i östra Kina.
Huangshan är indelat i ett stadsdelsdistrikt, nio köpingar, fem socknar och en administrativ enhet på sockennivå.
Stadsdelsdistrikt (jiedao):

- Xincheng (新城街道)

Köpingar (zhen):

- Gantang (甘棠镇)
- Gengcheng (耿城镇)
- Jiaocun (焦村镇)
- Sankou (三口镇)
- Taipinghu (太平湖镇)
- Tangkou (汤口镇)
- Tanjiaqiao (谭家桥镇)
- Wushi (乌石镇)
- Xianyuan (仙源镇)

Socknar (xiang):

- Longmen (龙门乡)
- Xinfeng (新丰乡)
- Xinhua (新华乡)
- Xinming (新明乡)
- Yongfeng (永丰乡)

Områden på sockennivå:
- Huangshan Fengjing Qu naturområde (黄山风景区)